# Aliança de Hannover
L'Aliança de Hannover va ser un acord militar defensiu signat el 3 de setembre de 1725 entre Gran Bretanya, França i Prússia, a la qual posteriorment es van adherir les Províncies Unides dels Països Baixos (1726), Suècia i Dinamarca (1727).
L'aliança es va formar en resposta al tractat de Viena del 30 d'abril de 1725, en el qual Espanya i el Sacre Imperi Romanogermànic van pactar la seva col·laboració per a restituir a Espanya les places de Gibraltar i Maó que després de la pau d'Utrecht havien restat en poder britànic.

## El tractat
En la signatura de l'acord, ocorreguda a Hannover el 3 de setembre de 1725, van estar presents Charles Townshend, secretari d'estat de Jordi I de Gran Bretanya, François-Marie de Broglie, militar i ambaixador de Lluis XV de França a Gran Bretanya, i John Christopher de Wallendrodt, ministre d'estat de Frederic Guillem I de Prússia. Segons els termes de l'acord, ambdós signants es comprometien a assistir-se mútuament en la defensa dels seus territoris en cas que fossin atacats per altre país no pertanyent a l'aliança durant un període de 15 anys.
El tractat contenia també tres articles separats en els quals es feia referència als avalots ocorreguts l'any anterior a Toruń, en els quals un enfrontament religiós havia estat durament reprimit per les autoritats poloneses.

## Adhesions posteriors
Les Províncies Unides es van adherir posteriorment a l'aliança així formada, segons una acta atorgada a la Haia el 9 d'agost de 1726 pels delegats dels Estats Generals dels Països Baixos. Els reis de Suècia, Frederic I i Ulrica Elionor, van signar igualment el tractat per intermediació dels seus ambaixadors a Estocolm el 14 de març de 1727, incloent una clàusula en la qual quedava acordat que les tropes sueques no intervindrien a Espanya o Itàlia. Frederic IV de Dinamarca es va adherir a l'aliança el 16 d'abril de 1727 a Copenhaguen.